# 국제터널학회
국제터널학회는 터널의 사전조사, 설계, 시공 및 유지관리와 관련한 종합적인 연구개발에 대한 기술교류를 위해 1974년에 설립된 국제학회이다. 사무국은 프랑스에 있다. 현재 55개 회원국, 284 회원이 있으며, 대한민국은 한국터널공학회가 회원으로 가입하고 있다.